# Флаг трансгендерных людей
Флаг трансгендерных людей  — символ гордости трансгендерных людей. Первый и наиболее популярный состоит из продольных полос голубого, розового и белого цвета. Его создала в 1999 году Моника Хелмс. Она объясняет, что голубые и розовые полосы символизируют мужской и женский пол соответственно, тогда как белый — другие состояния (интерсекс, трансгендерность, неопределённый гендер). Флаг призван обозначить равноценность всех гендерных идентичностей.
Флаг транс-людей так же, как и радужный флаг, признан ЛГБТ сообществом и используется для представления трансгендерного сообщества. Он не является единственным используемым.